# Reto Centroamericano de Baile de 2012
Reto Centroamericano de Baile 2012 fue un programa de televisión donde por segunda vez tres países de la región centroamericana compitieron en un reto regional de baile: Costa Rica, El Salvador y Panamá. Dicho programa era producido bajo licencia de Teletica Formatos por Telecorporación Salvadoreña, Teletica y Telemetro. Se comenzó a emitir el sábado 25 de febrero del 2012, desde San José, Costa Rica. El programa fue transmitido por Canal 2 (El Salvador), Canal 7 (Costa Rica) y Canal 13 (Panamá).
Tras el éxito de la primera temporada, las principales televisoras de la región centroamericana decidieron unirse nuevamente, que unió a las tres naciones por medio de la danza.

## Mecánica
En este nuevo RETO se presentaron variaciones respecto a la anterior edición. Una de ellas era la inclusión de Panamá sustituyendo a Honduras. También, la calificación podía darse con fracciones de punto, pues se sustituyeron las ya famosas "paletas" de la calificación por un sistema de evaluación computarizado. La mayor variación era quizá la mecánica de participación de los equipos ya que cada país participaba con un equipo de seis bailarines, a diferencia del anterior que se compitió con dos parejas por país. 
Cada equipo de 3 hombres y 3 mujeres, defendieron el orgullo de su país a través de duelos de bailes con variantes de retos especiales en cada gala. Ellos eran entrenados por un coreógrafo, y así se presentaron en la pista para competir por su país.
El equipo ganador se agenció $25 mil, el segundo $15 mil y el tercero $5 mil dólares. Cada semana bailaron dos ritmos elegidos por la producción en conjunto. 
La competencia se extendió por seis semanas en las que los equipos de Costa Rica, El Salvador y Panamá debieron medir su baile ante el jurado: Ashley Dawson, Stephanie Stevenson y David Nieto . Luego de presentarse en sus festivos duelos semanales, recibieron la calificación de 2 de los 3 jurados, ya que el tercero poseía el voto secreto, el cual era sumado Gala tras Gala y, en la Gran Gala Final, ese puntaje secreto era sumado al puntaje parcial de los votos de 2 jueces para obtener la calificación total que determinó las posiciones de los países en el RETO, por lo que la tabla de calificaciones podría variar sorpresivamente el 31 de marzo.
Fueron 6 gala, dos producidos en cada país participante alternados y trasmitidos vía satélite. La Gran Gala Final se llevó a cabo el 31 de marzo desde San Salvador, El Salvador.
Los conductores del RETO eran Edgar Silva por Costa Rica, Luciana Sandoval por El Salvador y Sasha Carlton por Panamá.
Los Premios otorgados fueron: 
1er Lugar ($25,000);
2.º Lugar ($15,000);
3er Lugar ($5,000).

## Locaciones
El desarrollo del programa se realizó en los tres países participantes en el siguiente orden:
| Número | Fecha                 | Lugar                              | País        |
| ------ | --------------------- | ---------------------------------- | ----------- |
| Gala 1 | 25 de febrero de 2012 | Estudio Marco Picado Teletica      | Costa Rica  |
| Gala 2 | 3 de marzo de 2012    | Foro 4 Telecorporación Salvadoreña | El Salvador |
| Gala 3 | 10 de marzo de 2012   | Estudios Medcom Telemetro          | Panamá      |
| Gala 4 | 17 de marzo de 2012   | Estudio Marco Picado Teletica      | Costa Rica  |
| Gala 5 | 24 de marzo de 2012   | Estudios Medcom Telemetro          | Panamá      |
| Gala 6 | 31 de marzo de 2012   | Foro 4 Telecorporación Salvadoreña | El Salvador |

## Conductores
| Nombre              | País        | Ocupación                                                    |
| ------------------- | ----------- | ------------------------------------------------------------ |
| Luciana Sandoval    | El Salvador | Modelo, presentadora y empresaria.                           |
| Edgar Silva         | Costa Rica  | Productor y conductor de TV                                  |
| Sasha Carlton Arias | Panamá      | Modelo, conductora de TV, finalista del Señorita Panamá 2005 |

## Jurado
| Nombre              | País           | Biografía |
| ------------------- | -------------- | --- |
| David Nieto         | Ecuador        | Bailarín isleño de la escuela gaditana. Titulado por el conservatorio profesional de danza de Cádiz. Ha estado en compañías tan importantes como la de Javier Marín y Sara Baras. En la actualidad pasea su arte con su propia compañía de baile. |
| Stephanie Stevenson | Venezuela      | Nació 9 de septiembre del 1984, en Maracaibo. Venezolana de padres chilenos. Empezó a bailar a los 12 años y en su carrera de bailarina ya ha viajado a más de 30 países. Ha bailado también con muchos artistas como Cristian Castro, Pedrito Fernández, John Leguizamo y Goldie Hawn. |
| Ashlé Dawson        | Estados Unidos | Bailarina profesional de Salsa que ha participado en numerosos concursos de baile y es parte del Los Angeles Salsa Congress. Es reconocida mundialmente por su participación en el programa de baile estadounidense, "So You Think You Can Dance". Además, ha trabajado con varios artistas como: Prince Royce, Wisin y Yandel, Gloria Estefan, Don Omar, Victor Manuelle, Zion, entre otros. |

## Coreógrafos
| Nombre              | País        |
| ------------------- | ----------- |
| Carlos Rauda        | El Salvador |
| María José Urbina   | Costa Rica  |
| Rigoberto Rodríguez | Panamá      |

### Participantes
Cada televisora escogió a los integrantes del Grupo Coreográfico que representa al país. No necesariamente debían ser exparticipantes de "Bailando Por Un Sueño". 
| Bailarines                                                                                            | País        | Puesto Alcanzado |
| --- | ----------- | ---------------- |
| - Jessica Sánchez - Billy Grimaldi - Andrea Represa - Henry Urias - Laura Amaya - Héctor Chicas       | El Salvador | Primer lugar     |
| - Mariela Alvarado - Greivin Morgan - Iván Saballos - Diana de la O - Alonso Blanco - Gaudy Pemberton | Costa Rica  | Segundo lugar    |
| - Xavier Grandison - Jorge Campos - Cristina Maduro - Mónica Corro - Mónica Guzmán - David Gómez      | Panamá      | Tercer lugar     |

## Ritmos y Mejores Pasos
| Pareja               | 1° Gala (25.02.12) - Merengue - Disco | 2° Gala (03.03.12) - Reggaeton -Rock and Roll | 3° Gala (10.03.11) - Tango - Pop (Tributo a Michael Jackson) | 4° Gala (17.03.12) - Samba - Hip Hop | SEMIFINAL (24.03.12) - Mambo - Estilo Broadway | GRAN FINAL (31.03.12) - Salsa - Género Libre GL       |
| -------------------- | ------------------------------------- | --------------------------------------------- | ------------------------------------------------------------ | ------------------------------------ | ---------------------------------------------- | ----------------------------------------------------- |
| Grupo de Costa Rica  | - Bisabuela MP - Move On Up           | - Veo Veo -Tutti Frutti                       | - Tanguera - Mix MJ                                          | - Mix Samba - Mix Hip Hop            | - Mambo Timbalero - Big Spender/Burlesque      | - El Rey del TimbalMP - Pyar Ke Geet GL               |
| Grupo de El Salvador | - Bla Bla - Another Cha Cha           | - Vivos y Activos - Long Tall Sally MP        | - Milonga de Amor - Mix MJ                                   | - Mix Samba - Mix Hip Hop            | - Mambo #8 - Homenaje a BroadwayMP             | - Alianza de Generales/Aguanilé - Todo Por Tu Amor GL |
| Grupo de Panamá      | - La Dueña del Swing - Le Freak       | - She Give Me Fever (Remix) - Footloose       | - Roxanne - Mix MJ MP                                        | - Mix Samba - Mix Hip HopMP          | - Mix Mambo - Fame                             | - La Bendición - Mix Reggae Panameño GL               |

     MP Mejor Paso de cada Gala: El mejor paso de la noche será premiado al final de la noche con $ 1000.

GL Género Libre, elegido por los participantes para la Gran Final: La Producción autorizó a los participantes para elegir un género el cual puntuará para la Tabla Global de posiciones. Los géneros escogidos fueron:
-  Grupo Coreográfico de Costa Rica: Estilo Bollywood
-  Grupo Coreográfico de El Salvador: Bachata
-  Grupo Coreográfico de Panamá: Reggae Panameño

### Pruebas Especiales de Baile
En las últimas tres galas cada equipo elegirá a dos de sus integrantes para que interpreten una coreografía adicional de 45 segundos. Los jueces se encargaran de escoger al equipo ganador para sumar puntos adicionales, pero este puntaje se dará a conocer en la gala final.
- 4° Gala: Coreografía de Danza contemporánea

- Los representantes de Costa Rica fueron Iván Saballos y Mariela Alvarado. Los representantes de El Salvador fueron Héctor Urias y Laura Amaya. Los representantes de la delegación de Panamá fueron Cristina Maduro y Mónica Guzmán.
- 5° Gala: Coreografía de Música electrónica

- Los representantes de Costa Rica fueron Gaudy Pemberton y Greivin Morgan. Los representantes de la delegación de El Salvador fueron Billy Grimaldi y Jessica de Rauda. Los representantes de Panamá fueron Drako y Xavier Grandison. 
- 6° Gala: Coreografía de Cha cha chá

- Los representantes de Costa Rica fueron Diana de la O y Alonso Blanco, los representantes de El Salvador fueron Andrea Represa y Henry Urias y los representantes de Panamá fueron Mónica Corro y Jorge Campos. Los ganadores del desafío fueron la pareja de la delegación costarricense.

### Calificaciones
| Grupo                             | 1° Gala | 2° Gala | 3° Gala | 4° Gala | 5° Gala (Semifinal) | 6° Gala (Gran Final) | Voto Sorpresa | Desafíos | Puntaje Global |
| --------------------------------- | ------- | ------- | ------- | ------- | ------------------- | -------------------- | ------------- | -------- | -------------- |
| Grupo Coreográfico de El Salvador | 31,0    | 36,5    | 30,0    | 36,0    | 39                  | 58,5                 | 83            | 1,0      | 315,0          |
| Grupo Coreográfico de Costa Rica  | 30,0    | 30,0    | 36,0    | 36,0    | 36,5                | 59                   | 79,5          | 5,0      | 312,0          |
| Grupo Coreográfico de Panamá      | 26,5    | 31,0    | 35,0    | 32,5    | 39                  | 54,5                 | 80,5          | 4,0      | 303,0          |

     Ganadores.

     Segundo lugar.

     Tercer lugar.

     Puntaje más alto de cada Gala.

    
Puntaje más bajo de cada Gala.

| Predecesor: Reto Centroamericano de Baile 2011 | Reto Centroamericano de Baile 2012 | Sucesor: Reto Centroamericano 2013 |